# Beginish Island
Beginish Island (irisch Beiginis, „kleine Insel“) ist eine kleine, flache Gezeiteninsel zwischen Valentia Island und der Iveragh-Halbinsel im County Kerry, in Irland, die bei Ebbe zu Fuß erreichbar ist.
Am östlichen Ende von Beginish Island steht eine Gruppe von 15 Cairns, acht Viehunterständen und acht Häusern aus dem 10. und 12. Jahrhundert. Die Häuser scheinen Beleg für eine vorübergehende Anwesenheit von Wikingern im 10. Jahrhundert zu sein. Die nicht völlig ausgegrabenen Häuser 6 und 7 haben rechteckige Grundrisse und enthielten einen Schleifstein, eine Schale aus Speckstein und eine beringte Nadel, alles Teile skandinavischen Ursprungs. Haus 1 wurde auf das 11. Jahrhundert n. Chr. datiert und soll skandinavisch-irischer Abkunft sein. Es ist ein Grubenhaus, dessen Boden 1,5 m unterhalb der Oberfläche liegt. Seine Wände bestehen aus Trockenmauerwerk. Es war ursprünglich mit einem Strohdach bedeckt, dessen Balken in Löchern in der Wand gelagert wurden. Der 1,85 m lange, 0,45 m breite und 0,1 m dicke Türsturz besteht aus Sandstein. In seine Oberfläche sind ein kleines Kreuz und eine Runeninschrift gepickt. Der Text besagt: „Verr errichtete diesen Stein und Munuflr ritzte die Runen.“ Das Haus muss später errichtet worden sein als der ursprünglich an anderer Stelle aufgerichtete Stein. Der Türsturz befindet sich im Museum von Cork.
Beginish wurde von Michael J. O’Kelly in den 1950er Jahren ausgegraben und im frühen 21. Jahrhundert von John Sheehan und seinen Kollegen neu interpretiert.